# Basbellain
Basbellain (luxembourgeois : Kierchen, allemand : Niederbesslingen) est une section de la commune luxembourgeoise de Troisvierges située dans le canton de Clervaux.

## Géographie
Situé dans l’extrême Nord du pays, Basbellain est délimité à l’ouest par la frontière belge.

## Histoire
Cet lieu est part des Historiarum Francorum libri, dans lesquels Basbellain est inscrit pour l’an 585 (HF 08, 021). La ville fut mentionnée pour la première fois Belslango infra vasta Ardinna en 770 (DKI 051, Nuber RegA 220).
Basbellain était une commune et son chef-lieu jusqu'au 1er janvier 1909 quand ses nom et chef-lieu furent changés en Troisvierges.